# AREC
AREC(Amateur Radio Emergency Communications)은 뉴질랜드의 아마추어 무선 비상통신망이다. 예전에는 Amateur Radio Emergency Corps의 약자로 쓰였다.

## 같이 보기
- RACES - 미국의 아마추어 무선 비상통신망
- ARES - 미국, 캐나다의 아마추어 무선 비상통신망
- RAYNET - 영국의 아마추어 무선 비상통신망